# Julija Kuroczkina
Julija Aleksandrowna Kuroczkina, ros. Юлия Александровна Курочкина (ur. 10 sierpnia 1974 w Szczerbince) – rosyjska modelka, Miss World 1992. Tytuł zdobyła 12 grudnia 1992 w konkursie piękności zorganizowanym w południowoafrykańskim Sun City.